# 제1차 이손초 전투
제1차 이손초 전투는 이탈리아 전선 (제1차 세계 대전)에서 이탈리아 왕국 육군과 오스트리아-헝가리 제국 육군 간 벌어진 전투이며, 1915년 6월 23일부터 7월 7일까지 벌어졌다.

## 전투의 전개
1915년 5월 오스트리아에 전쟁을 선포한 직후, 이탈리아 왕국의 군 지도부는 양면전선을 감당해야 하는 오스트리아군에게 개전후 빠르게 기습 공격을 펼치면 빠르게 국경지대를 점령할 수 있다고 내다봤다. 이탈리아군 총사령관 루이지 카도르나는 류블라나를 신속히 점령할 수 있다고 장담했다. 이탈리아군의 목표는 율리안알프스산맥과 소차강에 위치한 적군의 방어진지를 몰아내는 것이었다.
그러나 이탈리아군이 전투에서 2대 1의 수적 우세를 누렸음에도 불구하고 이탈리아군의 공세는 실패했는데 그 원인에는 사령관 루이지 카도르나의 책임이 컸다. 그는 나폴레옹 전쟁 시대의 시대착오적 정면 돌격 전술을 고집했고, 미숙한 보병의 공격은 불충분한 포격 지원과 함께 실시되었다. 그에 반해 오스트리아군은 철조망과 잘 구축된 방어진지를 고지대에 구축했고, 이탈리아군의 공격을 쉽게 막아낼 수 있었다.
이탈리아는 전투 초기에 작은 성과를 거뒀다. 그들은 크룬 산(이탈리아명 몬테 네로)의 일부,몬테 콜로라트,플레초의 고지대를 점령했다. 그러나 이탈리아군은 톨미노와 이손초의 방어진지에서 포화를 퍼붓는 오스트리아군 방어선을 퇴각시키지 못했다. 가장 격렬한 교전은 고리치아 요새를 두고 벌여졌다. 고리치아는 험준한 강과 산맥 사이의 도시였고, 오스트리아군은 오슬라비아와 포드고라의 보루 건설까지 끝마쳤다. 고리치아 전투는 건물 블록과 거리를 사이에 두고 맞붙고 포병 지원을 받는, 전형적인 시가전 양상이었다. 이탈리아군의 레 여단과 카살라 여단은 교외까지 도달했지면 더 진격할 수 없었고, 이내 퇴각했다. 이들은 크라스 평원의 아드그라도와 레디푸질라에 몇몇 교두보를 만들었지만, 그것뿐이었다.
오스트리아군의 레디푸질라를 탈환한 제5산악여단과 제338고지를 탈환한 제1산악여단을 각각 통솔하던 게다 루카치치 소장과 노바크 폰 아리엔티 소장은 서로 반목을 빚어 어려움을 겪기도 했지만, 7월이 되자 스베토자르 보로에비치 5군 사령관은 증원된 2개 사단을 투입하여 전선을 돌파하려는 이탈리아군의 시도를 좌절시켰다.
공세가 종료되고, 이탈리아군이 획득한 영토는 미미했다. 북부에서는 보베츠의 고지대(카닌 산)을 점령했고, 서쪽에서는 크라스 평원의 서쪽 능선(몬팔코네,포글리아노 레디푸질라)을 차지하는 데 그쳤다. 이후 이탈리아군은 한번 더 공세를 가해 제2차 이손초 전투를 발발시킨다.

## 교전 병력
| 오스트리아-헝가리    |                      |                  |              |                      |
| 제5군                |                      |                  |              |                      |
| 제7군단              | 제16군단             | 제15군단         |              |                      |
| 제1보병사단          | 제57보병사단         | 제61보병사단     | 제20보병사단 | 제58보병사단         |
| 제17보병사단         | 제18보병사단         | 제50보병사단     |              |                      |
| 제187보병여단        | 제1산악여단          | 제12산악여단     | 제5산악여단  | 제81 헝가리 보병연대 |
| 제39 헝가리 보병여단 | 제2산악여단          | 제13산악여단     | 제7산악여단  | 제4산악여단          |
| 제10산악여단         | 제3산악여단          | 제16산악여단     | 제14산악여단 | 제15산악여단         |
| 제8산악여단          | 제6산악여단          |                  |              |                      |
| 예비대               |                      |                  |              |                      |
| 제93보병사단         |                      |                  |              |                      |
| 지휘소               |                      |                  |              |                      |
| 코스탄녜비차(7군단)  | 도른베르크(제16군단) | 크네차(제15군단) |              |                      |

| 이탈리아          |                       |                       |                |                   |
| 제2군             | 제3군                 |                       |                |                   |
| 제7군단           | 제10군단              | 제11군단              | 제6군단        | 제2군단           |
| 제6군단           |                       |                       |                |                   |
| 제13보병사단      | 제14보병사단          | 제20보병사단          | 제19보병사단   | 제21보병사단      |
| 제12보병사단      | 제11보병사단          | 제4보병사단           | 제3보병사단    | 제32보병사단      |
| 제7보병사단       | 제8보병사단           | 베르사엘리 경보병사단 | A,B 알피니부대 | 제29보병사단의 반 |
| 예비대            |                       |                       |                |                   |
| 제16군단          |                       |                       |                |                   |
| 제29보병사단의 반 | 제22보병사단          | 제28보병사단          | 제30보병사단   | 제23보병사단      |
| 제27보병사단      | 제33보병사단          | 제1기병사단           | 제2기병사단    | 제3기병사단       |
| 지휘관            |                       |                       |                |                   |
| 피에트로 프루고니 | 에마누엘레 필리베르토 |                       |                |                   |
| 지휘소            |                       |                       |                |                   |
| 우디네(제2군)     | 체르비가노(제3군)     |                       |                |                   |

## 참조 자료
- Österreichisches Staatsarchiv/Kriegsarchiv Wien
- L'esercito italiano nella grande guerra (1915–1918) Volume I - IV / Roma: Ministerio della Guerra - Ufficio Storico, 1929–1974
- Ministero della Guerra Stato Maggiore centrale - Ufficio Storico. Guerra Italo-Austriaca 1915-18. Le medaglie d'Oro. Volume secondo - 1916. Roma: 1923
- Österreich-Ungarns letzter Krieg 1914-1918 Band II Verlag der Militärwissenschftlichen Mitteilungen Wien 1931-1933
- Anton Graf Bossi-Fedrigotti: Kaiserjäger - Ruhm und Ende. Stocker Verlag, Graz 1977
- http://www.worldwar1.com/itafront/ison1915.htm

## 같이 보기
- 오스트리아의 역사